# Triumph Bonneville

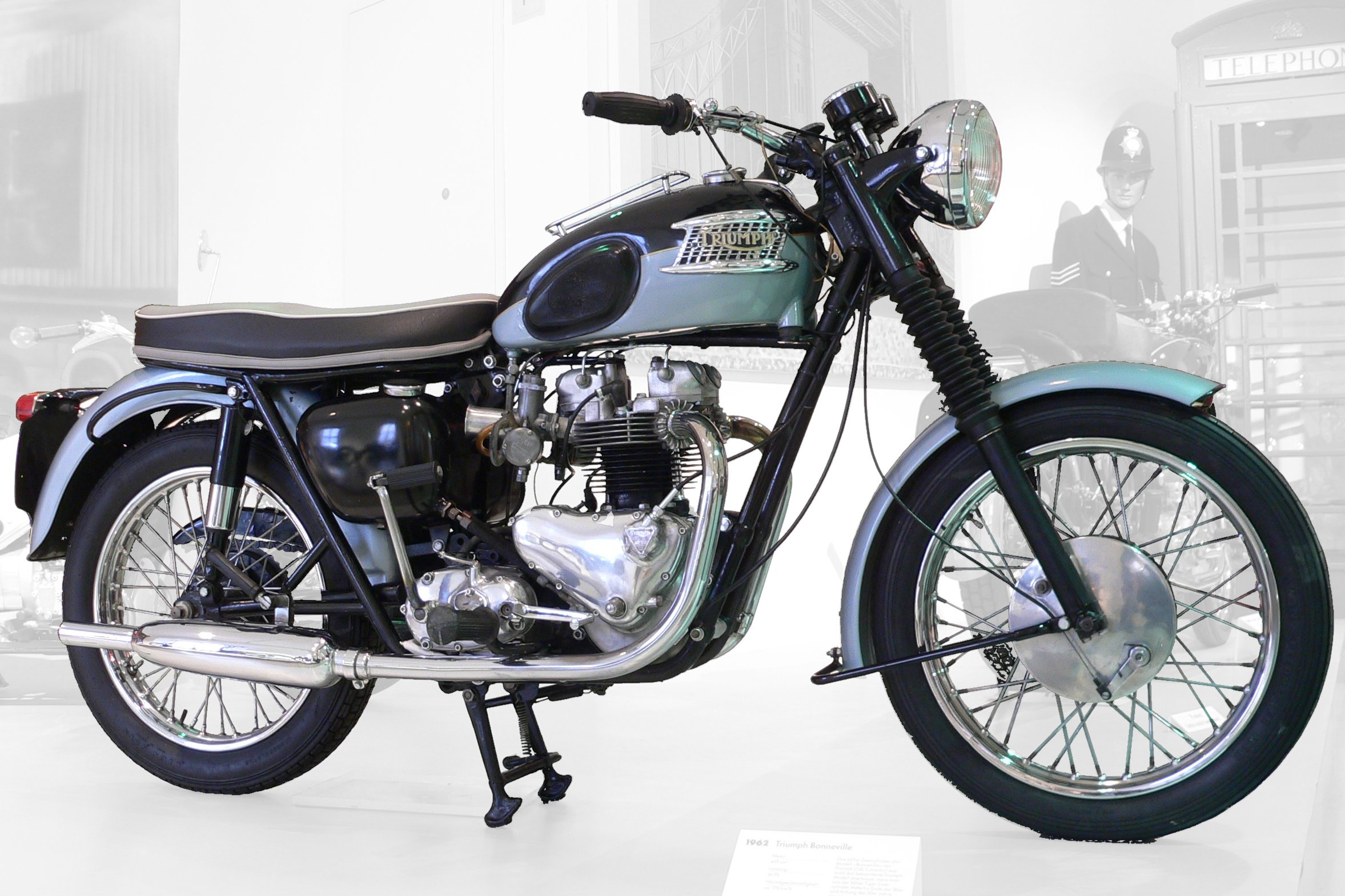
Triumph Bonneville T120 från 1962

Triumph Bonneville är en motorcykelmodell från det engelska företaget Triumph. Modellen är namngiven efter Bonneville Salt Flats i Utah i USA. Bonneville Salt Flats är en saltöken med traditioner från hastighetsrekord för fordon.